# 原田直彦
原田 直彦（はらだ なおひこ、1959年1月 - ）は、日本の実業家。旭川信用金庫会長、元理事長、一般社団法人北海道信用金庫協会会長。

## 人物・経歴
1959年1月、北海道上川郡当麻町生まれ。北海道旭川東高等学校を経て、立教大学法学部を卒業。
1981年4月、旭川信用金庫に入庫。
2006年6月、同庫理事、2013年6月、同庫理事長に就任。
2023年6月、同庫会長に就任。
2024年6月、一般社団法人北海道信用金庫協会会長に就任。